# 蒙基耶罗
蒙基耶罗（義大利語：Monchiero），是意大利库内奥省的一个市镇。总面积4平方公里，人口588人，人口密度147.0人/平方公里（2009年）。ISTAT代码为004129。